# Thrasops jacksonii
Thrasops jacksonii är en ormart som beskrevs av Günther 1895. Thrasops jacksonii ingår i släktet Thrasops och familjen snokar. Inga underarter finns listade i Catalogue of Life.
Arten förekommer i Afrika från Kamerun österut till Sydsudan och Tanzania samt söderut till Angola. Honor lägger ägg.